# Цена (ручей)
Цена (латыш. Cena) — ручей в Бабитском и Озолниекском краях латвийской области Земгале. Правый приток реки Миса.
Берёт начало в заболоченном лесу в Бабитском крае. Впадает в Мису в Озолниекском крае. Принадлежит бассейну Лиелупе (впадает в Балтийское море).
Цена проходит через заболоченные леса севернее Елгавы. Русло реки практически по всей длине было канализовано, благодаря чему поток воды регулируется.
На территории бассейна ручья находится множество населённых пунктов — Дамбраты, Дайли, Оши, Вилцини, Заки, Межмали, Калнениеки, Цаунас и Глудас.